# Banja Luka
Banja Luka (cyrilicí srbsky/bosensky Бања Лука) je druhým největším městem Bosny a Hercegoviny a největším městem a také de facto hlavním městem Republiky srbské, entity Bosny a Hercegoviny. V samotném městě žije asi 140 000 obyvatel (dle sčítání lidu z roku 2013), zatímco v jeho správní oblasti žije celkem asi 185 000 obyvatel.
Banja Luka je historickým hlavním městem Bosenské krajiny (bosensky Bosanska Krajina). Byla založena v římských dobách pod názvem Castra a od 16. století prošla velkým rozvojem jako hlavní město Bosenského ejáletu v rámci Osmanské říše. Podle počtu obyvatel je v současnosti Banja Luka druhým největším městem Bosny a Hercegoviny. Jako politické hlavní město je sídlem prezidenta Bosensko-srbské republiky, vlády Bosensko-srbské republiky a Národního shromáždění Bosensko-srbské republiky. Je hlavním kulturním centrem bosenských Srbů a nejdůležitějším hospodářským centrem Republiky srbské. Město, částečně zničené zemětřesením v roce 1969, má vzhled moderního města s mnoha zelenými plochami.

## Název
Název města je slovanského původu. Objevil se v 15. století a odkazuje na bána (Banja ve smyslu bánova) a louku. Zastaralý název je Banjaluka (Бањалука).

## Poloha
Město se nachází 187 km jihovýchodně od Záhřebu, 330 km západně od Bělehradu a 190 km severozápadně od Sarajeva. 90 km jižně od soutoku řek Sávy a Vrbasu, resp od hranice Bosny a Hercegoviny s Chorvatskem, v severní části země. Rozkládá se na obou březích již zmíněné řeky Vrbas. Řeka protéká středem města, vlévají se do ní různé menší přítoky (Suturlija, Crkvena a Vrbanja). Centrum města se nachází v nadmořské výšce 163 m. 25 km jižně od města se rovná krajina zvedá do pohoří Velika Manjača a Čemernica s nadmořskou výškou okolo 1200–1300 m n. m.
Území města je v jeho současných hranicích obklopené obcemi (opštinami) Laktaši, Čelinac a Kneževo z východu, Mrkonjić Grad, Ribnik, Oštra Luka a Prijedor ze západu. Všechny tyto obce se nachází na území Republiky srbské.
Na 25 km jihovýchodně od města stoupá na horu Manjača která vrcholí na vrcholu Velika Manjača (1236 m) a na jihozápadě hory Čemernica s vrcholem o nadmořské výšce 1339 m n. m. Většina území Banja Luky spadá do povodí řeky Vrbas, menší část do povodí řeky Sany.
Podnebí je mírné kontinentální. Průměrná roční teplota činí 10,7 °C, průměrná lednová 0,8 °C a průměrná červencová pak 21,3 °C. Vlivy středomořského klimatu silně potlačují hory jižně od města, údolí řeky Vrbasu je naopak vystaveno klimatu středoevropskému z Panonské nížiny, která se otevírá směrem na sever.
Město se nachází v seismicky aktivní oblasti, v letech 1888, 1935, 1961 a 1981 bylo zasaženo zemětřeseními.

## Historie

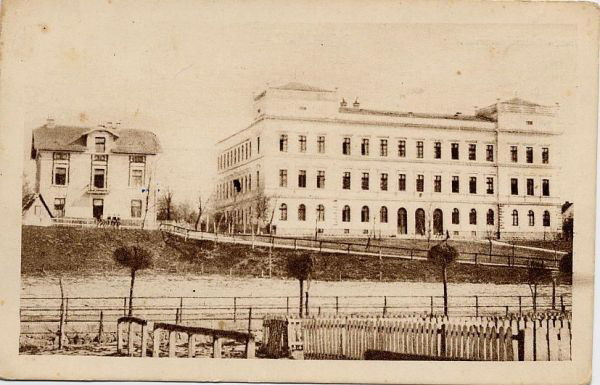
Velké reálné gymnázium v Banja Luce v roce 1903

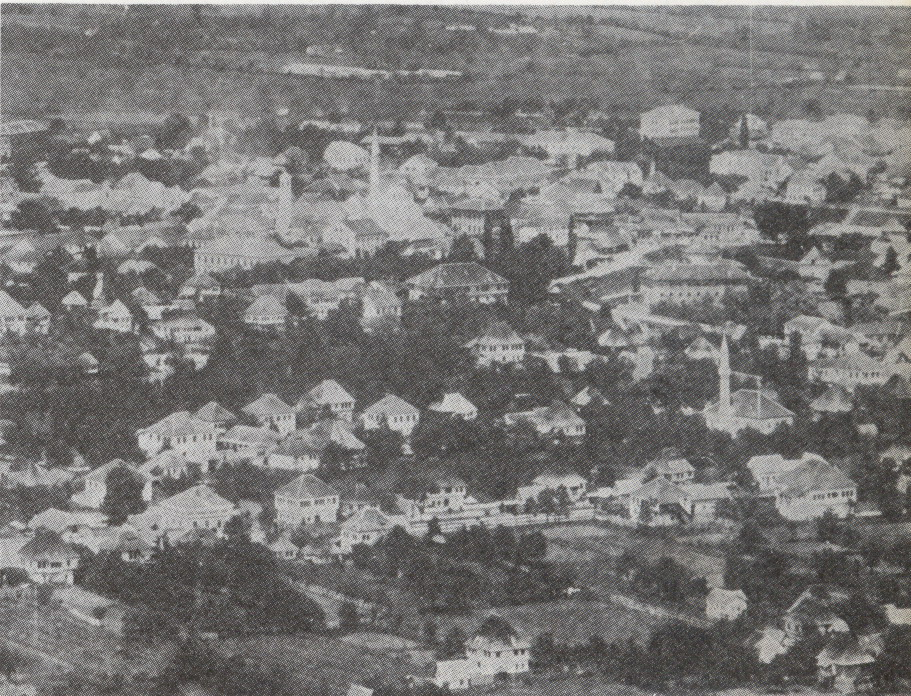
Pohled na město v roce 1899

První zmínka o Banja Luce pochází z roku 1494 od Vladislava II, přesto nedaleko současného města již ve 14. století sídlil klášter a celá oblast byla Slovany osídlena od 6. století. Teprve až v roce 1528 byla oblast dnešního města obsazena Turky.
Během osmanské nadvlády se zde budovat lázně (hamam), obchody (dućan), zájezdní hostince (han) a mešity (džamija); město prosperovalo, a tudíž se i rozrůstalo. Vznikalo spojením několika menších osad, které se později propojily dohromady. Rozvoj města trval do roku 1688, kdy během Velké turecké války vstoupila do města rakouská vojska a centrum bylo vypáleno. Rakušané přes řeku Sávu na jih do Bosny útočili i později, Banja Luka a její pevnost byly napadeny i v roce 1737. 
V létě 1878 na základě rozhodnutí z Berlínského kongresu připadla správa nad Bosnou a Hercegovinou Rakousko-Uhersku. V polovině července 1878 do města vstoupili první rakouští vojáci. Do té doby byla Banja Luka orientálním městem s deseti tisíci obyvateli.[zdroj?] Během několika desetiletí rakouské správy bylo město rozsáhlým způsobem modernizováno. Vznikly nové veřejné budovy, průmysl a železnice. V roce 1902 bylo v Banje Luce zprovozněno elektrické osvětlení. Počet obyvatel vzrostl poměrně značným způsobem. Zatímco v roce 1879 žilo v Banja Luce 9 560 obyvatel, roku 1910 to bylo 14 800 lidí.
Po první světové válce a vzniku Království Srbů, Chorvatů a Slovinců připadlo město novém státu. Dne 21. listopadu 1918 do něj vstoupili vojáci srbské armády. Město se stalo okresním sídlem, bylo centrem tzv. Vrbaského srezu. Od roku 1929 potom bylo ustanoveno jako sídlo Vrbaské bánoviny, hlavní správní jednotky Království Jugoslávie po převratu z 6. ledna 1929.

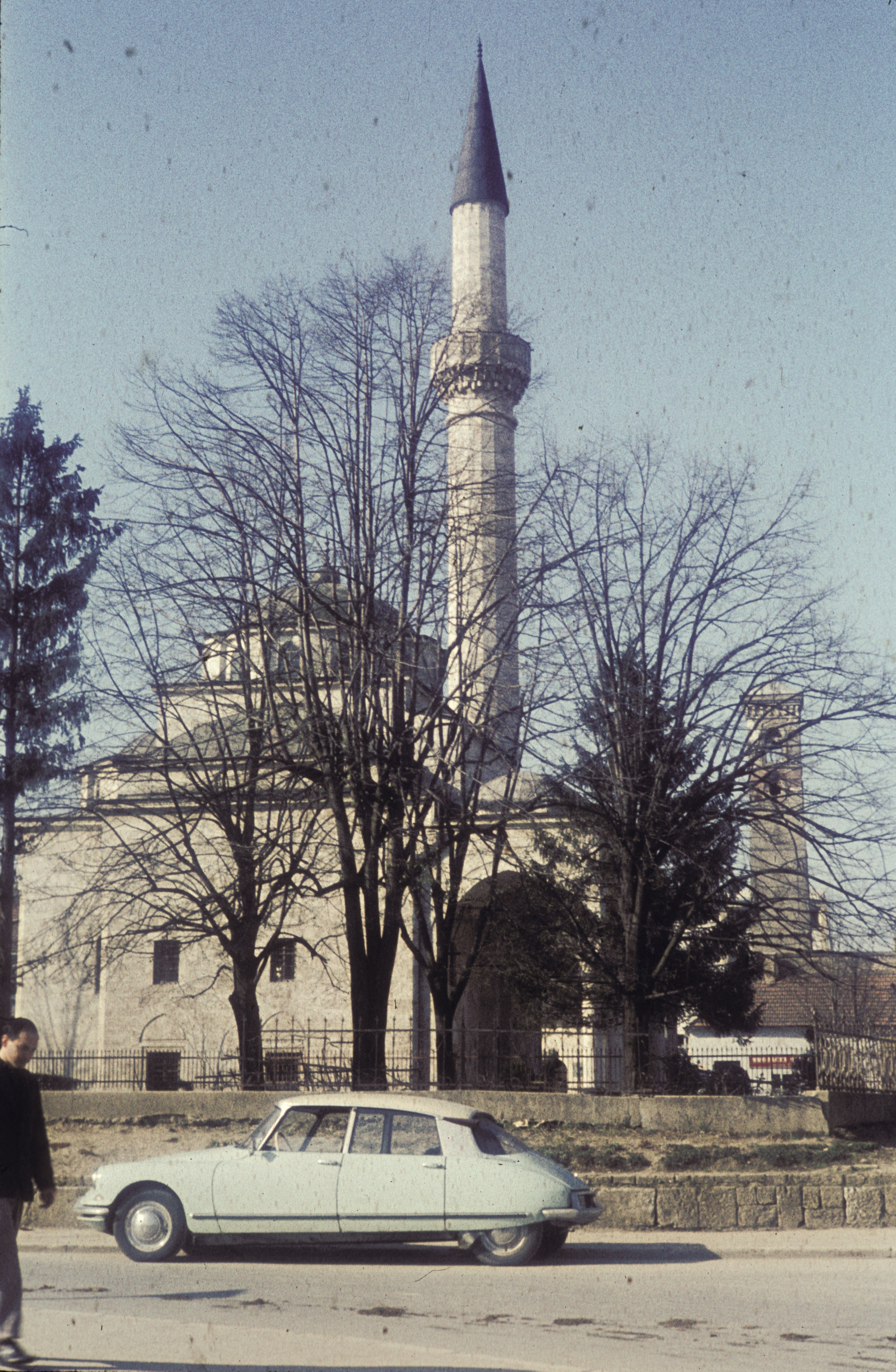
Mešita Ferhadija v druhé polovině 20. století

V předvečer druhé světové války na Balkáně byla celá Bosna a Hercegovina připojena k nově vyhlášenému nezávislému státu Chorvatsko. Banja Luka spadala v rámci něj do zóny německého vlivu a byly zde přítomni vojáci Wehrmachtu. Představitelé nové moci z chorvatského hnutí Ustaša pro své účely zabrali několik reprezentativních budov v centru města, včetně bánského paláce. Ustašovci, kteří řídili chorvatský fašistický stát, velmi rychle všechny Židy vyhnali do koncentračních táborů (nejvíce do Jasenovace).[zdroj?] Dvě místní synagogy (sefardská a aškenazská) byly zbořeny. Za ustašovské nadvlády nad městem byli i masakrováni a utlačováni zdejší Srbové (7. února 1942 jedna četa ustašovců pod vedením Јosipa Mislova takto zabila kolem 2 500 Srbů), pravoslavné kostely byly zbořeny. Luftwaffe město bombardovala dne 9. dubna 1941, ke konci války bombardovalo Banja Luku rovněž i sovětské letectvo. Během prvního uvedeného vzdušného úderu byl poničen pravoslavný chrám, který později nařídila okupační správa zničit. Město rovněž sloužilo jako základna okupačním vojskům pro útoky proti partyzánům v pohoří Kozara. Dne 22. dubna 1945 bylo město osvobozeno jednotkami partyzánů, přesněji 6. krajinskou brigádou, kterou vedl Milančić Mijević.
Město se rozšířilo do svého okolí, byla přebudována síť vodovodů a kanalizací. Modernizována byla i železnice, a to za pomoci mládežnických brigád. I přesto velmi dlouhou dobu železnice vedla ještě ve staré trase přímo středem města.
V noci z 26. října na 27. října 1969 byla Banja Luka těžce poničena zemětřesením. Jeho epicentrum se nacházelo pod středem města, na Richterově stupnici dosáhly otřesy šestého stupně. Budova Titanik v centru města se zřítila k zemi a na jejím místě je dnes centrální náměstí s obchodním domem Boska (otevřen v roce 1978). Zničeny byly i další budovy, např. historický objekt zemské banky (Landesbank) od architekta Josipa Vancaše. S opravou města pomohla celá Jugoslávie; školské, kulturní ale i jiné organizace. Pomoc přišla i ze zahraničí. Symbolem zemětřesení se staly hodiny s datem a časem 9.11, připomínající moment otřesů.
V roce 1971 byly k Banja Luce připojeny okolní vesnice (Brda, Bukvaluk, Česma, Čifluk, Delibašino Selo, Derviši, Mađir, Novakovići, Petrićevac, Presnače, Rebrovac, Šibovi, Vrbanja, Vujinovići a část vesnice Drakulić). V roce 1975 byla otevřena Univerzita v Banja Luce. Díky obnově po zemětřesení se posílil moderní duch města na úkor starších staveb, především z období osmanské a rakousko-uherské nadvlády. V lokalitě Borik vyrostly věžové domy.

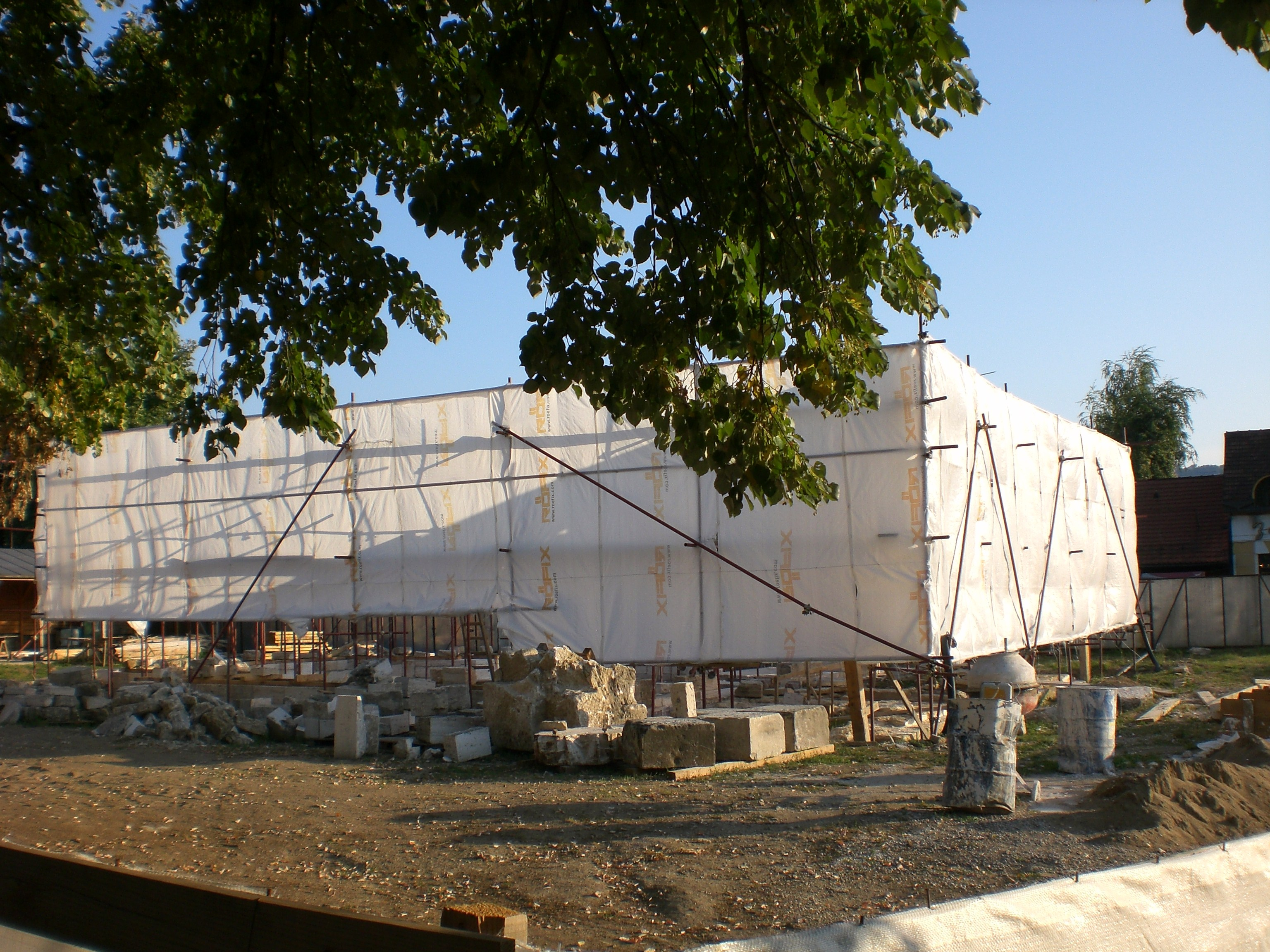
Obnova mešity Ferhadija v roce 2007

V roce 1990 se v Banja Luce uskutečnila historicky poslední pracovní akce mládeže (ORA).
Během války v Bosně a Hercegovině (1992–1995) nedocházelo v Banja Luce a jejím okolí k větším střetům mezi znepřátelenými stranami. Rovněž muselo z města odejít na 30 000 Chorvatů a bosenských Muslimů, do Banja Luky se zas nastěhovali Srbové, kteří přišli jako vnitřně vysídlené osoby z území dnešní Federace Bosny a Hercegoviny a Chorvatska. Během války bylo zničeno značné množství staveb z doby osmanské nadvlády, mimo jiné všech šestnáct mešit, mezi kterými vynikala Ferhadija (postavená roku 1579), zapsaná do seznamu UNESCO. Na sever od města bylo zřízeno velitelství mezinárodních jednotek SFOR, MND SW (multinárodní divize jihozápad). Daytonskou dohodou z roku 1995 bylo stanoveno, že Banja Luka připadne Republice srbské.
V roce 2002 byl rekonstruován park Petra Kočiće v centru města. Rovněž byly obnoveny mešity, které byly zničeny během války. V roce 2007 bylo ve městě otevřeno Administrativní centrum vlády Republiky srbské, které zahrnuje úřední budovy správy uvedené entity. Pokračovala i postupná obnova města. Do současnosti se v Banja Luce dochováno okolo dvou set staveb z dob Osmanské říše.

## Obyvatelstvo
Vývoj počtu obyvatel srezu/kotaru/okresu (nikoliv samotného města):
- 1879 – 66 251 (město 9 560)
- 1885 – (město 11 357)
- 1895 – (město 13 566)
- 1910 – 58 360 (město 14 800)
- 1921 – 59 578 (město 18 001)
- 1931 – 98 002 (město 22 165)
- 1948 – 89 248 (město 31 223)
- 1953 – 100 045
- 1961 – (město 75 910)
- 1971 – 158 736
- 1981 – 183 618
- 1991 – 195 692
- 2013 – 185 042

## Administrativní členění
Banja Luka je jedním ze sedmi oficiálních měst v Bosně a Hercegovině (srbsky Slžubeni gradovi Bosne i Hercegovine) spolu s městy Bihać, Istočno Sarajevo, Jajce, Mostar, Sarajevo a Zenica. Sama Banja Luka se dělí jako město na dalších 46 opštin, z toho vnitřní město je rozděleno na 56 místních částí (srbsky mjesne zajednice).
Historický střed města je z hlediska administrativy rozdělen do místních částí Centar I a Centar II. Mezi další významnější místní části patři Borik, který je rozdělen rovněž do dvou obvodů (I a II) a jedná se ve své podstatě o relativně hustě osídlené sídliště. Další obvody jsou Obilićevo, Starčevica, Kočićev venac, Pobrđe, Paprikovac, Petrićevac a další.

## Samospráva

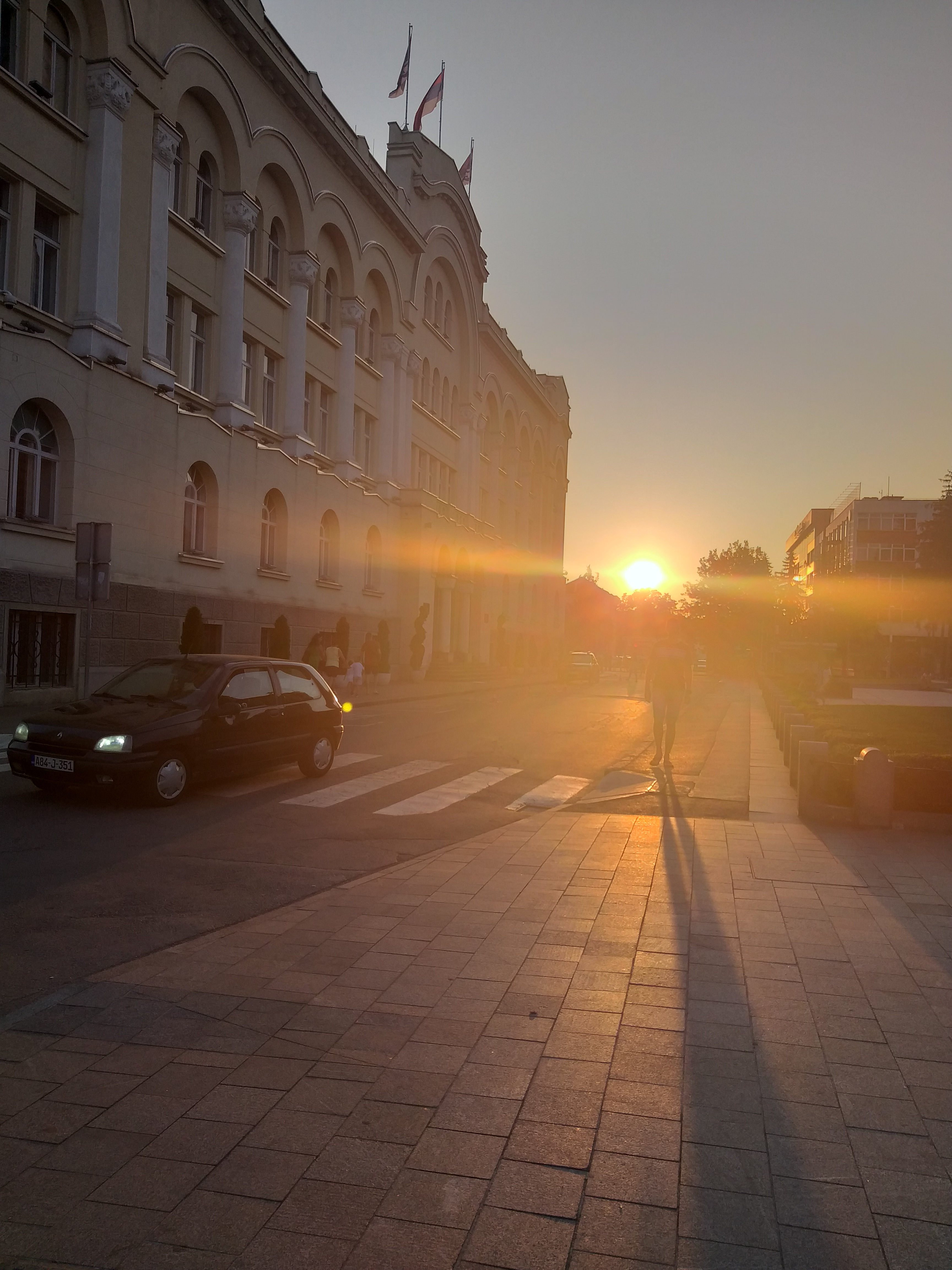
Západ slunce nad budovou místního městského úřadu/radnice

Pozice města v rámci Republiky srbské, resp. Bosny a Hercegoviny je definována Zákonem o městu Banja Luka. Kromě toho má samotné město ještě svůj statut (srbsky Statut Grada Banja Luka). Město řídí oficiálně starosta, který je volen na čtyřleté volební období. Zastupuje jej náměstek starosty (srbsky zamjenik gradonačelnika). Starosta předkládá zastupitelstvu města rozpočet, zajišťuje výkon rozhodnutí zastupitelstva, koordinuje vztahy s ostatními městy a zastupuje Banja Luku navenek. Zastupitelstvo (srbsky Skupština grada) je voleno rovněž na čtyři roky, má 31 zastupitelů.

## Kultura
Základní síť kulturních institucí v Banja Luce byla otevřena v období existence meziválečné Jugoslávie v souvislosti s tím, že se město stalo regionálním centrem (sídlem tzv. Vrbaské bánoviny). V roce 1930 získalo město pobočku jugoslávského Národního divadla a vlastní etnografické muzeum, které později obdrželo i exponáty v oblasti historie svého regionu a provozuje vlastní archiv. Dnes působí pod názvem Muzeum Republiky srbské. V jeho exponátech se např. nachází i banjalucký meč ze 14. století, který byl nalezen v roce 2019. Muzeum současného umění bylo otevřeno v roce 1971 a sídlí ve staré budově železniční stanice. Od roku 2021 se v Banja Luce rovněž nachází i Muzeum sportu.
Národní a univerzitní knihovna Republiky srbské disponuje fondem 250 000 knih, z nichž je 3500 hodnotných a unikátních položek. Od roku 1981 je knihovnou univerzitní, od roku 1999 získala statut knihovny národní. Sídlí v Domě dělnické solidarity. Sídlí zde rovněž i Muzeum výtvarného umění Republiky srbské. V Banja Luce sídlí i Archiv Republiky srbské.
Od roku 1955 působí v Banja Luce také dětské divadlo, později jej doplnilo i Divadlo mládeže (srbsky Pozorište mladih). Dnes je hlavní scénou Národní divadlo Republiky srbské. Působí zde i městské divadlo Jazavac. Výstavy jsou pořádány v galerii Terzić, větší společenské a kulturní akce se konají v Bánském paláci.

### Kulturní památky
Nejznámější a nejnavštěvovanější kulturní památkou města je Pevnost Kastel, která se nachází na soutoku řek Vrbas a Crkvena, v samotném centru města. V letech 2012 a 2013 byla pevnost rekonstruována za pomoci příspěvku Evropské unie. V roce 2004 byla pevnost prohlášena Národní památkou Bosny a Hercegoviny.
V Banja Luce se nachází památník Petru Kočićovi (odhalen roku 1932) v stejnojmenném parku ve středu města, dále potom památník dvanácti dětí, které zemřely za války v Bosně a Hercegovině, socha míru připomínající podepsání Daytonské dohody a památník hrůz, který připomíná oběti koncentračního tábora Jasenovac. Nad městem se rovněž nachází památník obětí druhé světové války z roku 1961.
Památkově chráněny jsou také budovy kostelů a mešit. Mezi nejznámější mešity patří Ferhadija, obnovená po válce v 90. letech 20. století, dále pak Arnaudija nebo pravoslavný kostel Krista spasitele. V Banja Luce existuje také katolický klášter Marije Zvijezde z roku 1869. Mezi památkově chráněné budovy patří také hodinová věž (srbsky Sahat-kula). Historická vila, která přibližuje styl života období konce 19. století, je Husedžinovićova vila. Řada vil v historickém středu města, které byly postaveny během vídeňského období, patří rovněž k hodnotným památkám města.
Mezi moderní památky patří např. Bánský palác (dnes vládní budova Republiky srbské), Císařský dům, první budova postavená za rakousko-uherské nadvlády nebo Národní divadlo Republiky srbské.

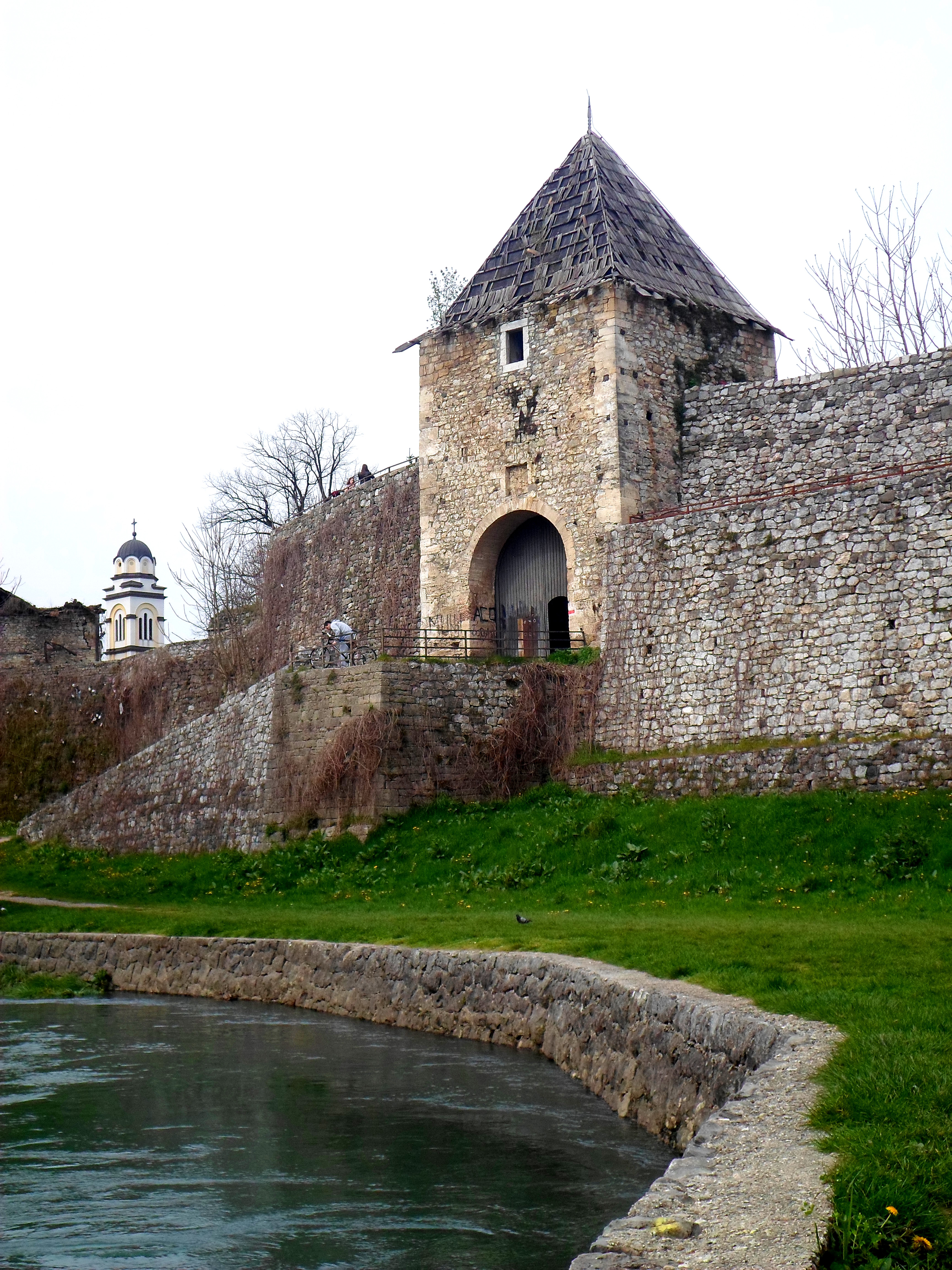
Pevnost Kastel v centru Banja Luky
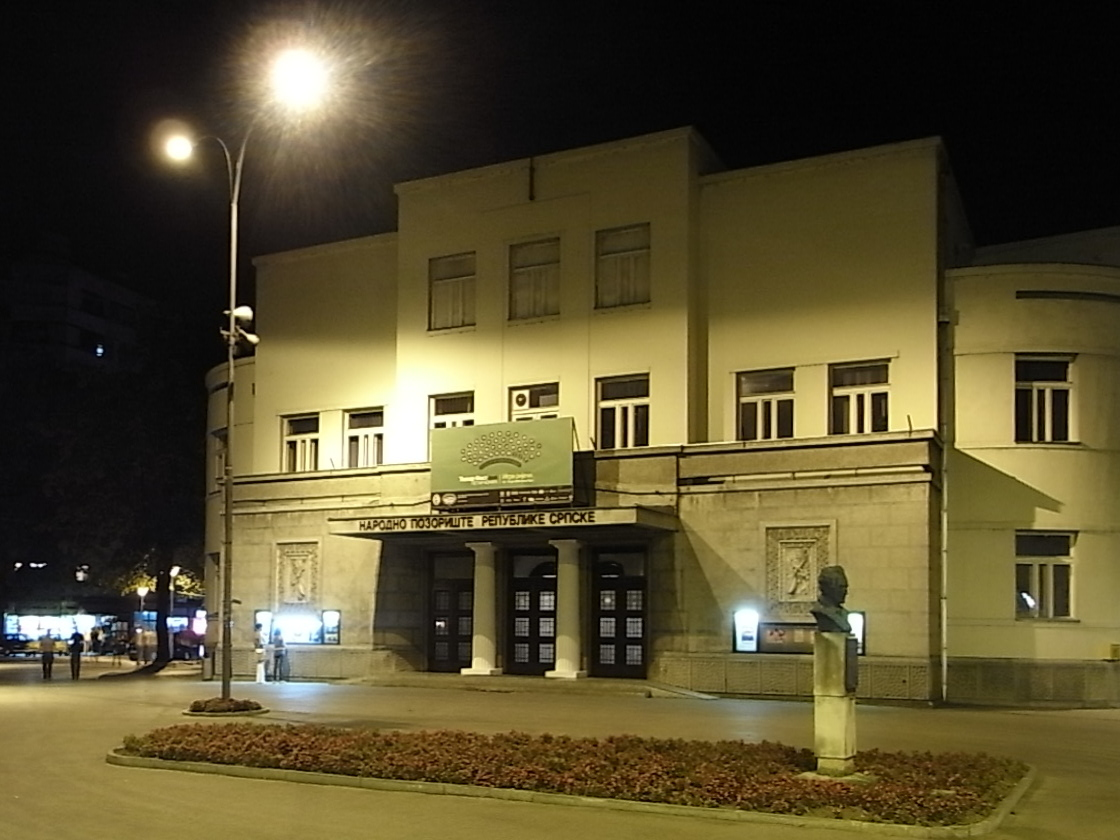
Budova Národního divadla Republiky srbské
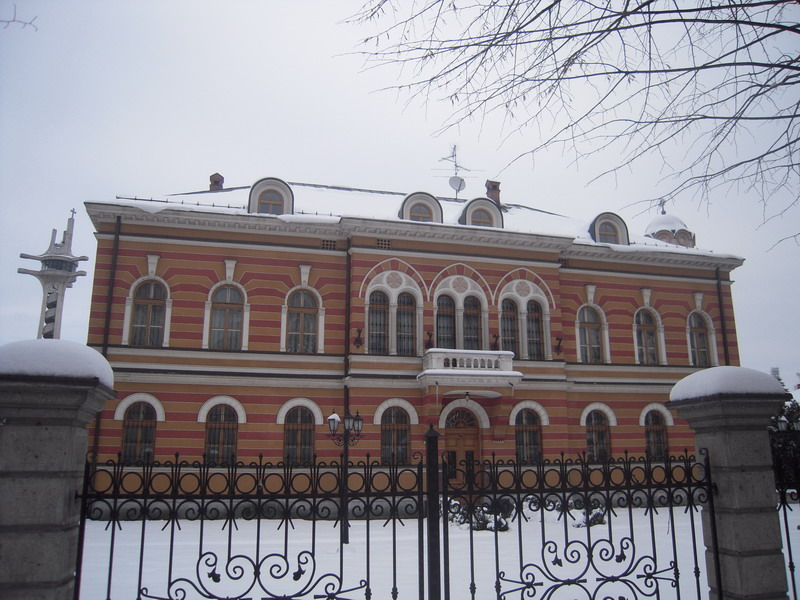
Budova Biskupského paláce (Vladičanski dvor)
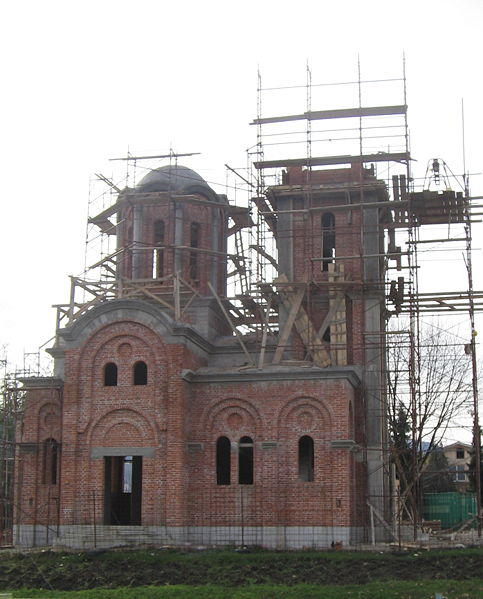
Stavba pravoslavného chrámu ve městě
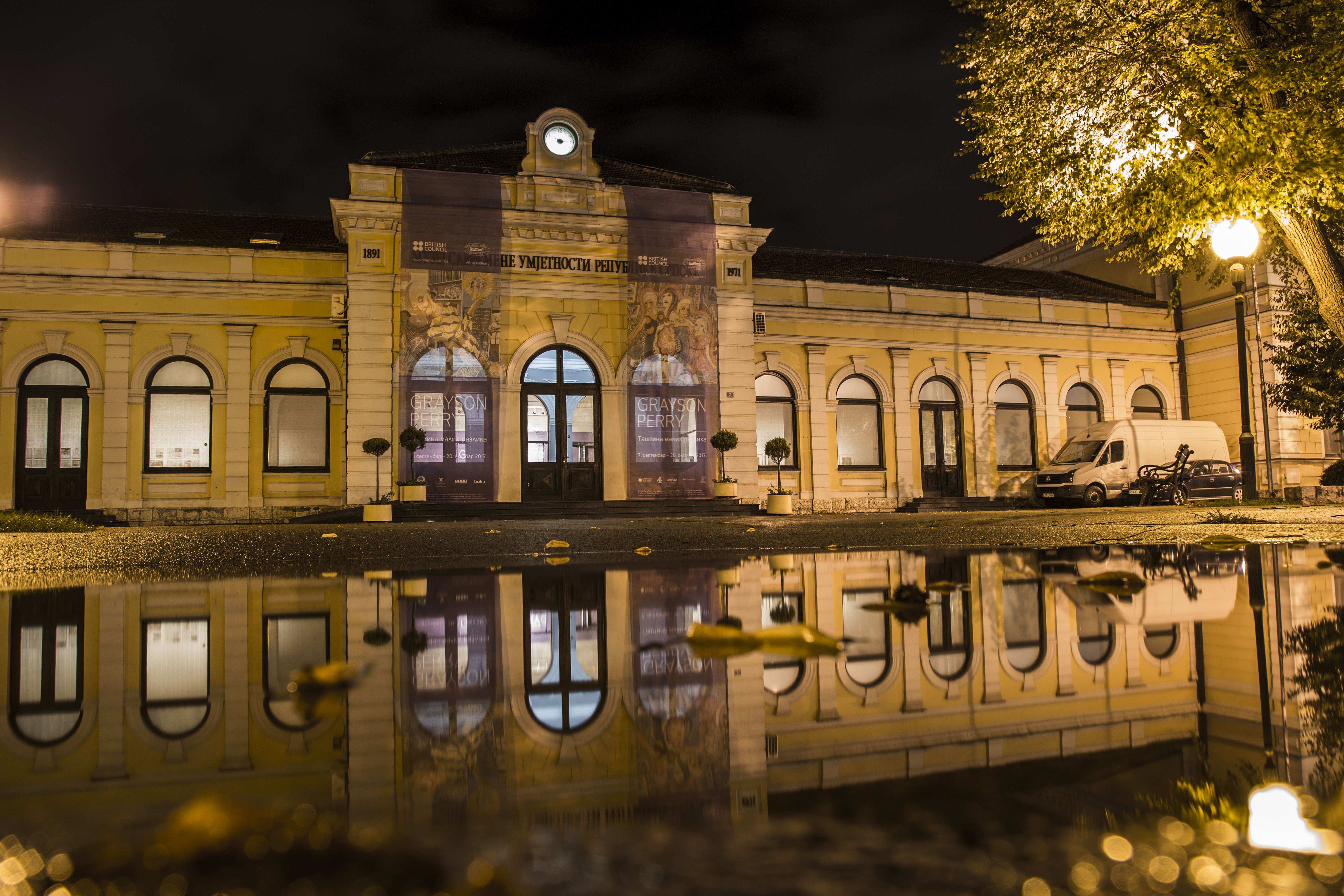
Muzeum moderního (soudobého) umění Republiky srbské
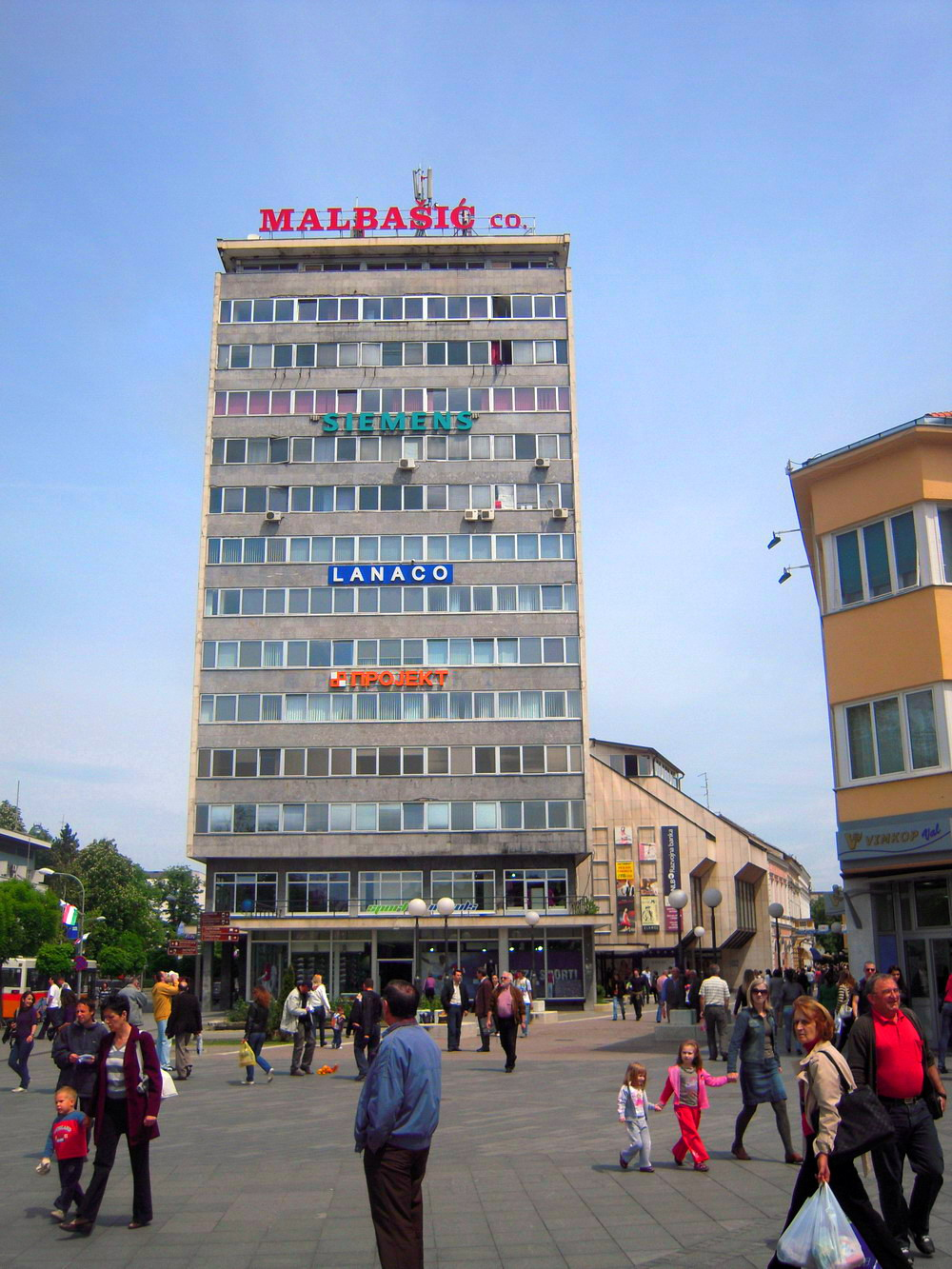
Čajavčův mrakodrap (Čajavčev neboder)
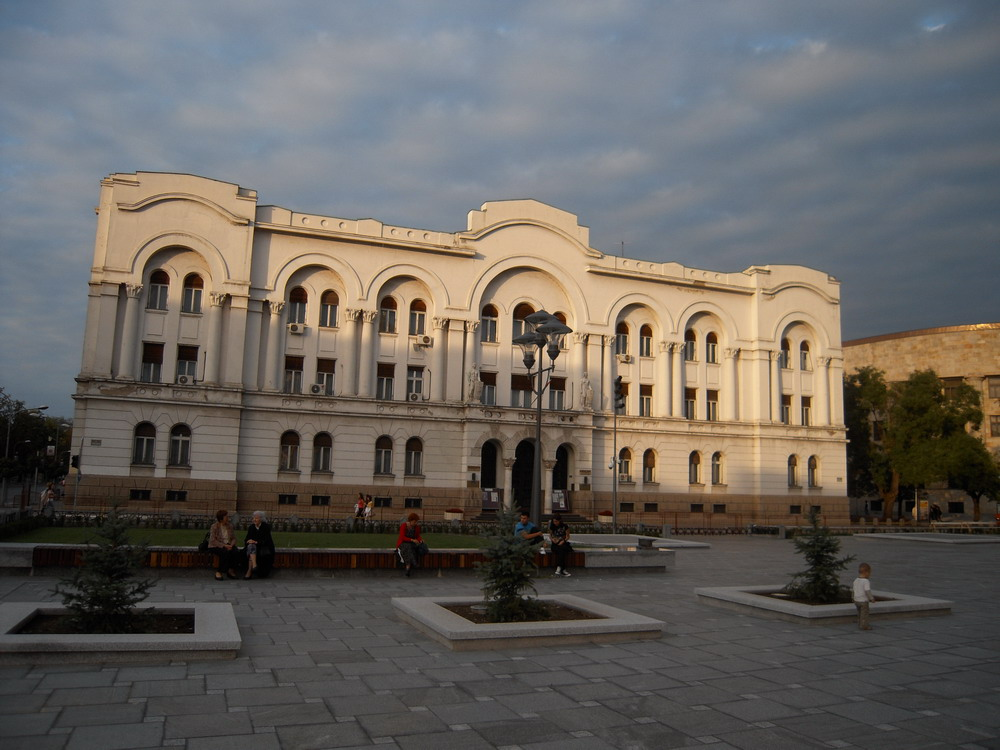
Bánský palác
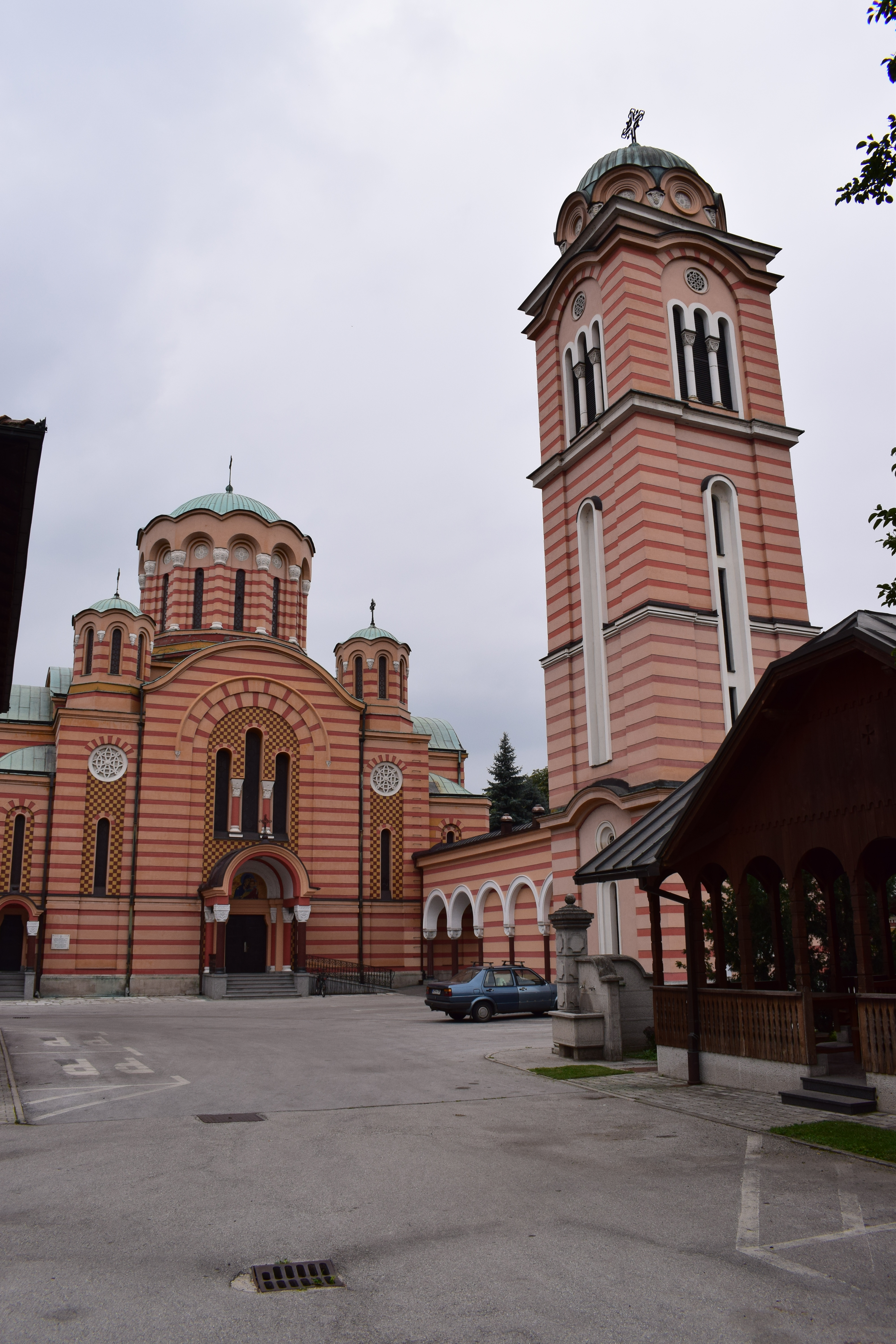
Kostel sv. Trojice v centru města
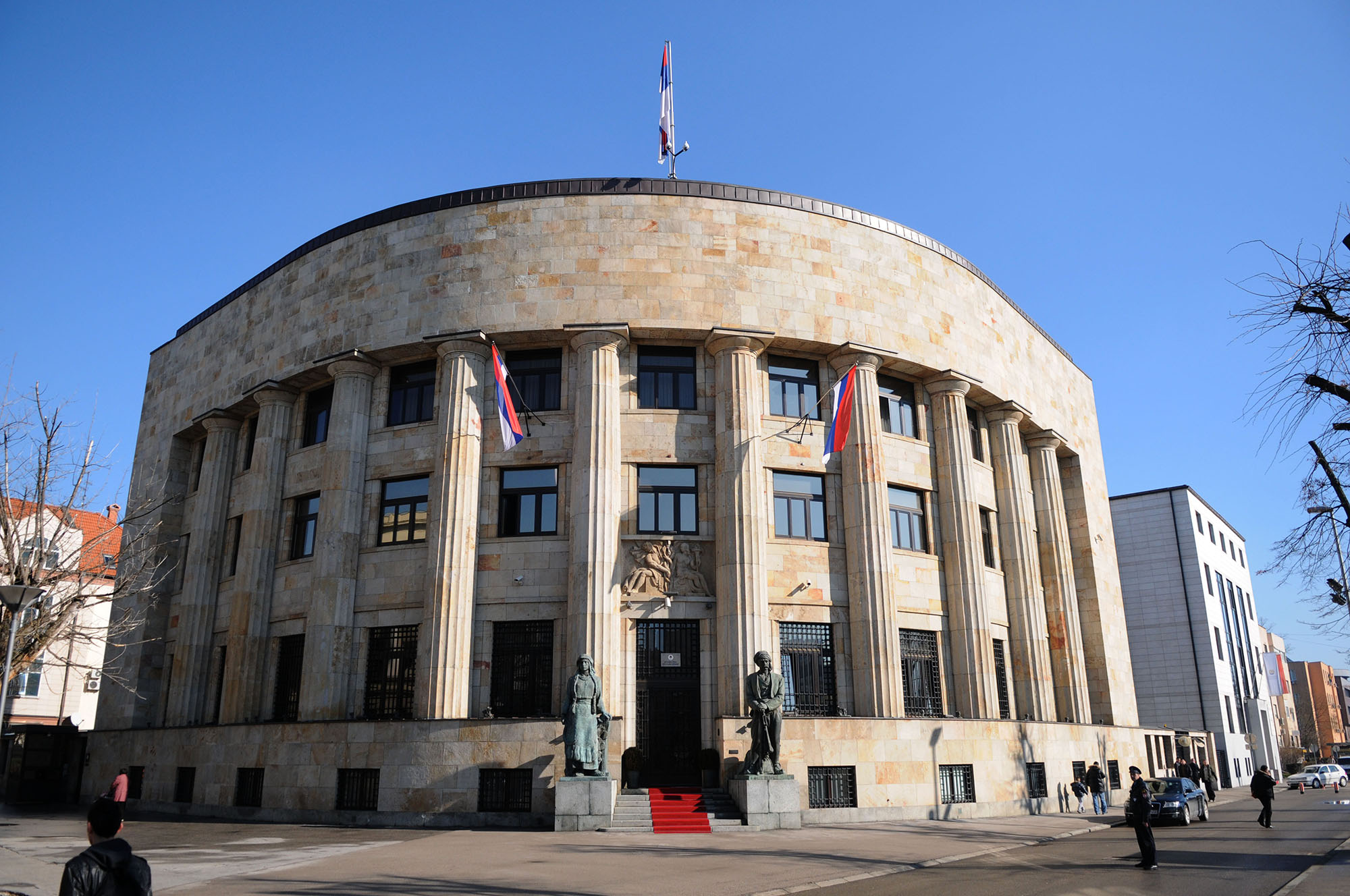
Palác republiky, dříve budova Hypoteční banky
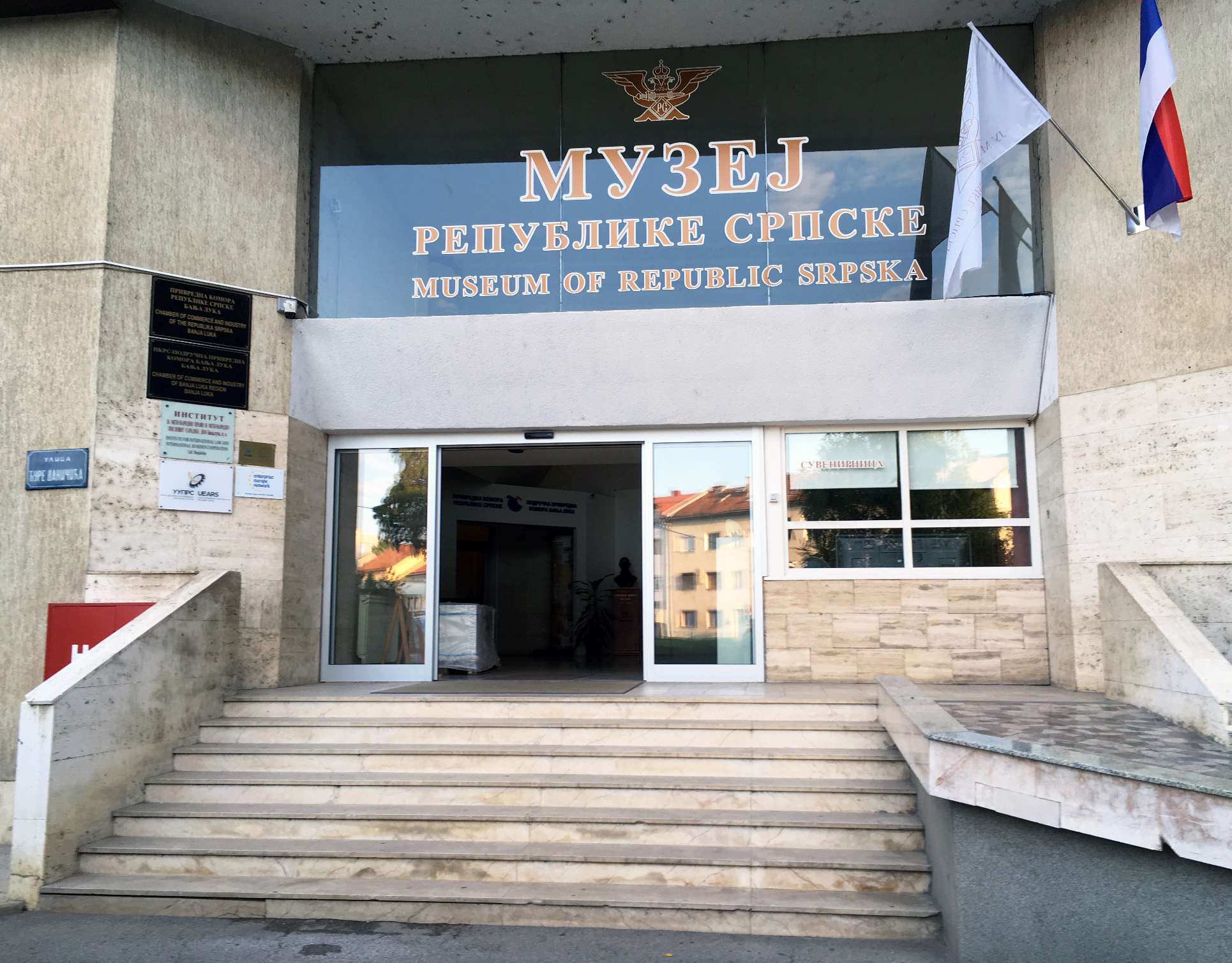
Muzeum Republiky srbské

### Kulturní akce
V Banja Luce se pravidelně pořádá festival s názvem Kastrum. Ve městě se rovněž koná pravidelně i karneval.

## Ekonomika

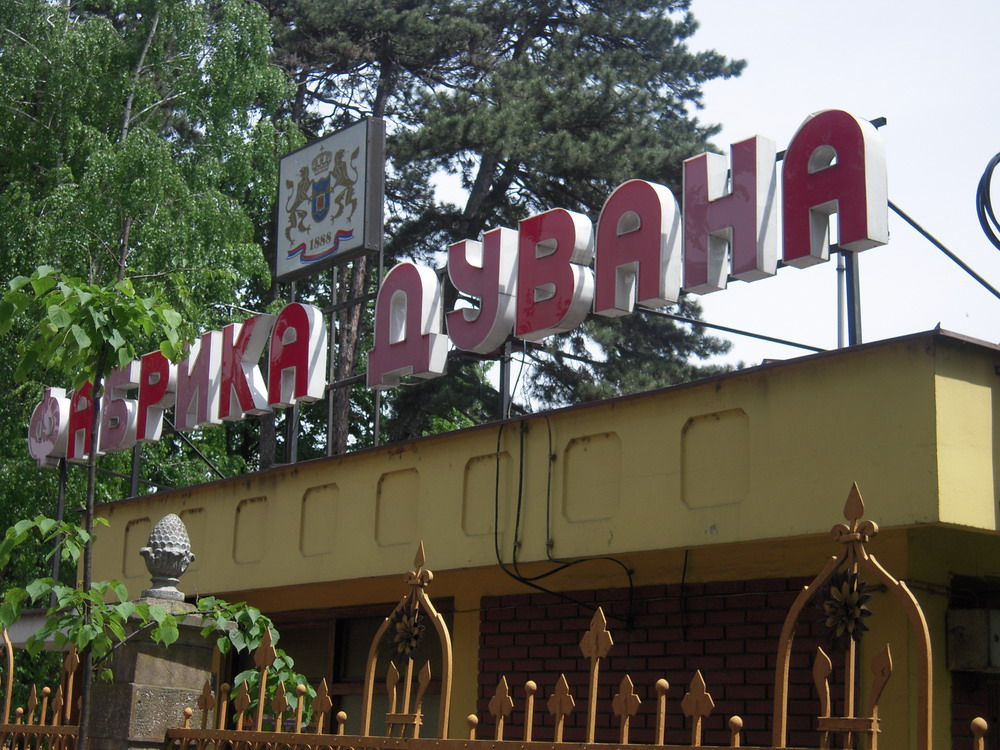
Vstup od bývalé továrny na výrobu cigaret.

### Struktura hospodářství
Do vypuknutí války v Bosně a Hercegovině byla Banja Luka významným ekonomickým centrem Bosny a Hercegoviny v rámci Jugoslávie. Významný počet lidí byl zaměstnán v průmyslu, 54 % zaměstnaného obyvatelstva působilo v sekundárním sektoru. V Banja Luce působilo několik větších podniků, které zaměstnávaly i tisíce lidí, např. společnosti Čajevac, Incel, Jelšingrad (výroba ocelových dílů), APIK Bosanska Krajina a další. Po skončení války došlo k změně poměrů, divoké privatizaci a úpadku průmyslu. Význam průmyslu je ve srovnání s předválečnou situací poloviční. Většina obyvatelstva je od této doby zaměstnána ve službách. Ve městě se také nachází burza.

### Průmysl
V současné době hraje největší roli zpracovatelský a stavební průmysl, potravinářský průmysl reprezentují společnosti, které zde působí od doby existence socialistické Jugoslávie. Mezi ně patří např. Vitaminka nebo Pivovar Banja Luka. V okolí města také probíhá povrchová těžba uhlí. Sídlí zde také závod na výrobu toaletního papíru, který roku 2023 vyhořel.
V roce 2002 byla v Banja Luce založena burza, sídlí zde řada institucí, jako např. Investičně-rozvojová banka Republiky srbská, Komise pro cenné papíry Republiky srbské, Bankovní agentura Republiky srbské a další.
Pro budoucí rozvoj města byla zřízena průmyslová zóna v místní části Ramići.

### Turistika
Jen malý význam má pro město turistika. Časopis Time Out město vybral za 12. nejméně doceněné město v Evropě z hlediska turistiky. Ve srovnání s některými dalšími městy Bosny a Hercegoviny, jako jsou např. Sarajevo nebo Mostar patří Banja Luka mezi mnohem méně navštěvované destinace. Hlavní turisticky atraktivní lokality jsou pevnost Kastel a dále střed města, ulice Veselina Masleše apod.
V roce 2015 město navštívilo 52 015 turistů z Bosny a Hercegoviny a 73 918 ze zahraničí. Nejvíce zahraničních turistů přijelo ze Srbska a Slovinska.
Banja Luka je jedním z hlavních měst pro organizace výletů do národního parku Kozara, který nachází 30 km severozápadním směrem.
Město rovněž iniciovalo soutěž na výstavbu nové haly a kongresového centra ve snaze oživit místní kongresovou turistiku.

## Životní prostředí
Stejně jako řada dalších měst v regionu i Banja Luka se potýká s řadou problémů v oblasti životního prostředí. Znečištěné je ovzduší, probíhají proto pravidelná měření kvality ovzduší. Nedostatečná ochrana životního prostředí znamená i rizika z hlediska zdraví lidí; jen 3 km od středu města se nachází odkaliště z těžby bauxitových rud.

## Školství

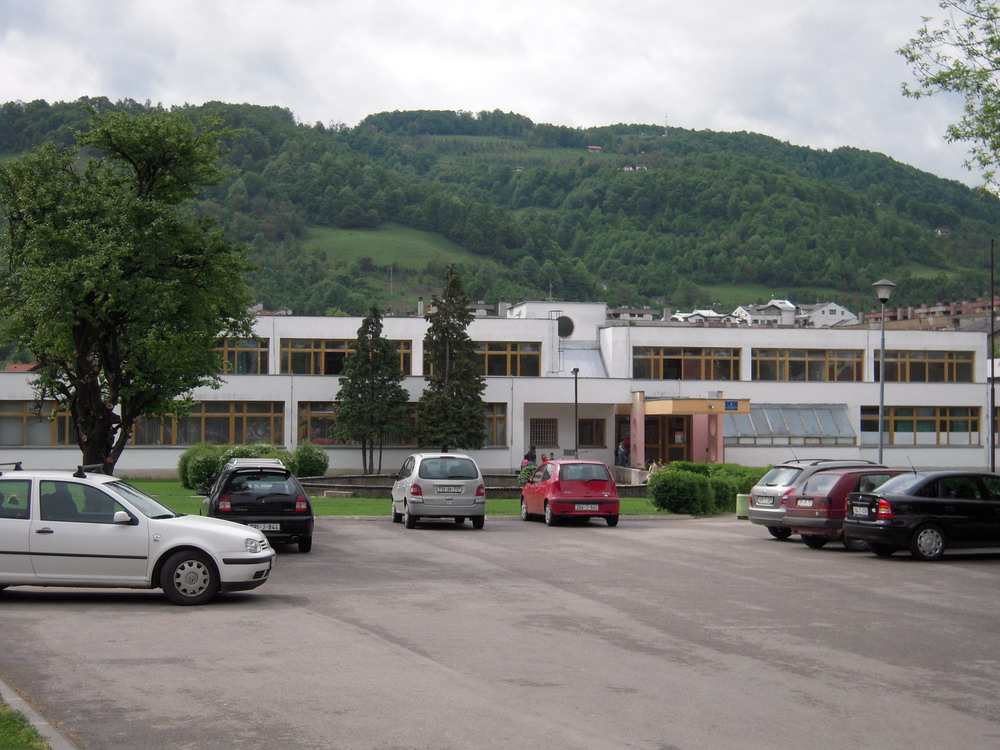
Základní škola Petra Petroviće Njegoše.

Banja Luka je sídlem jedné ze dvou vysokých škol, které se nacházejí v Republice srbské, a to Banjalucké univerzity. V době vzniku v roce 1975 měla škola pět fakult: elektrotechnickou, technologickou, strojní, právnickou a ekonomickou, dále pak pod vysokou školu spadaly ještě další tři studijní ústavy. Později byla zřízena i lékařská fakulta (1978), během války v 90. letech díky zpřetrhání vztahů se zbytkem Bosny a Hercegoviny se pak škola rozšířila ještě o zemědělskou fakultu (1992), lesnickou (1993), filozofickou (1993), architektonicko-stavební (1992) a přírodně-matematickou. Poslední, akademie věd, byla zřízena v roce 1999.
Vysoké vzdělání pak doplňuje i střední školství, které v Banje Luce reprezentuje třináct středních škol. Nejstarší z nich je gymnázium, které v roce 1995 oslavilo sto let své existence. Další různé školy se specializují na obory ekonomikou počínaje a hudbou konče.
Základních škol se v Banje Luce nachází 29.

## Doprava

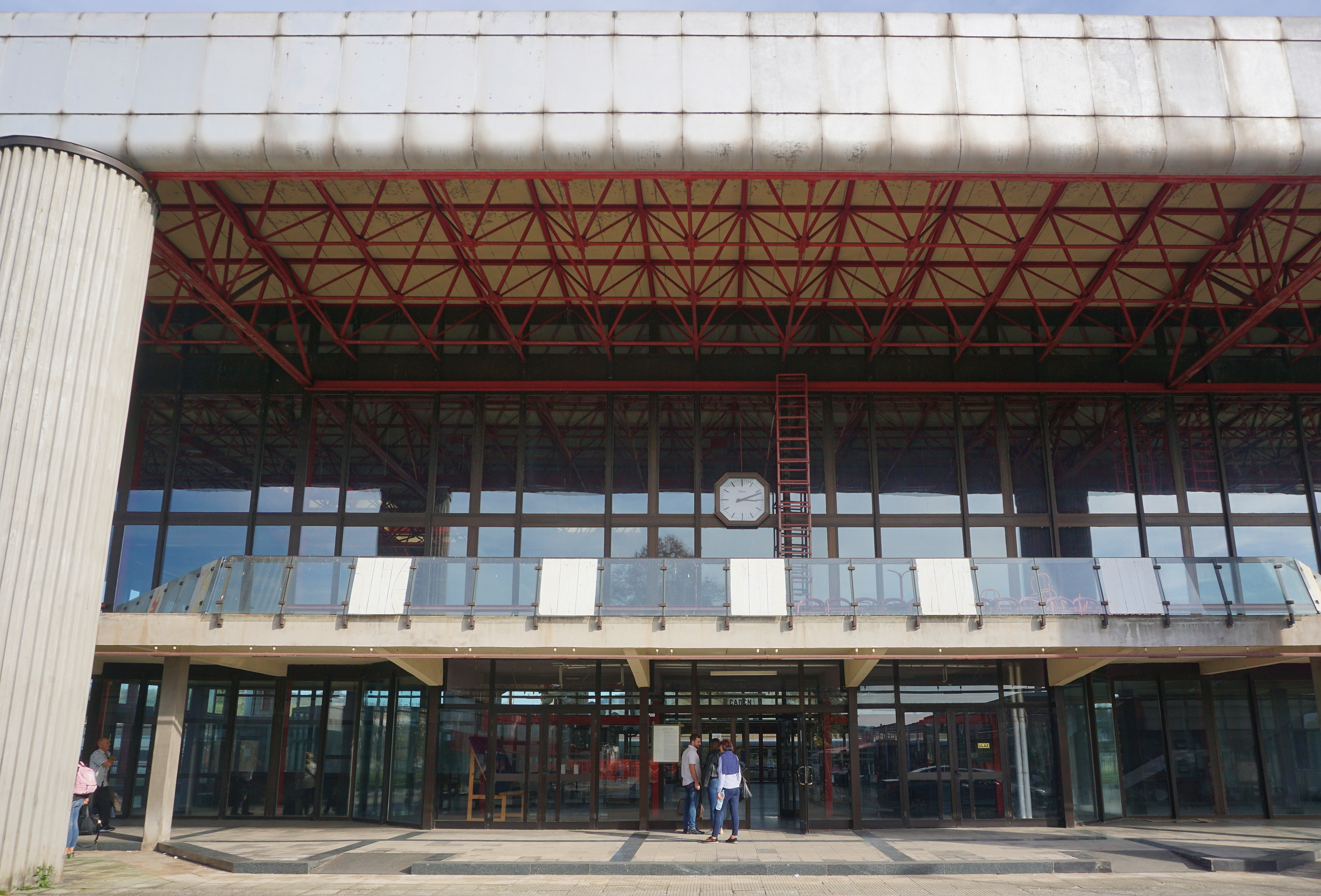
Budova nádraží v Banja Luce

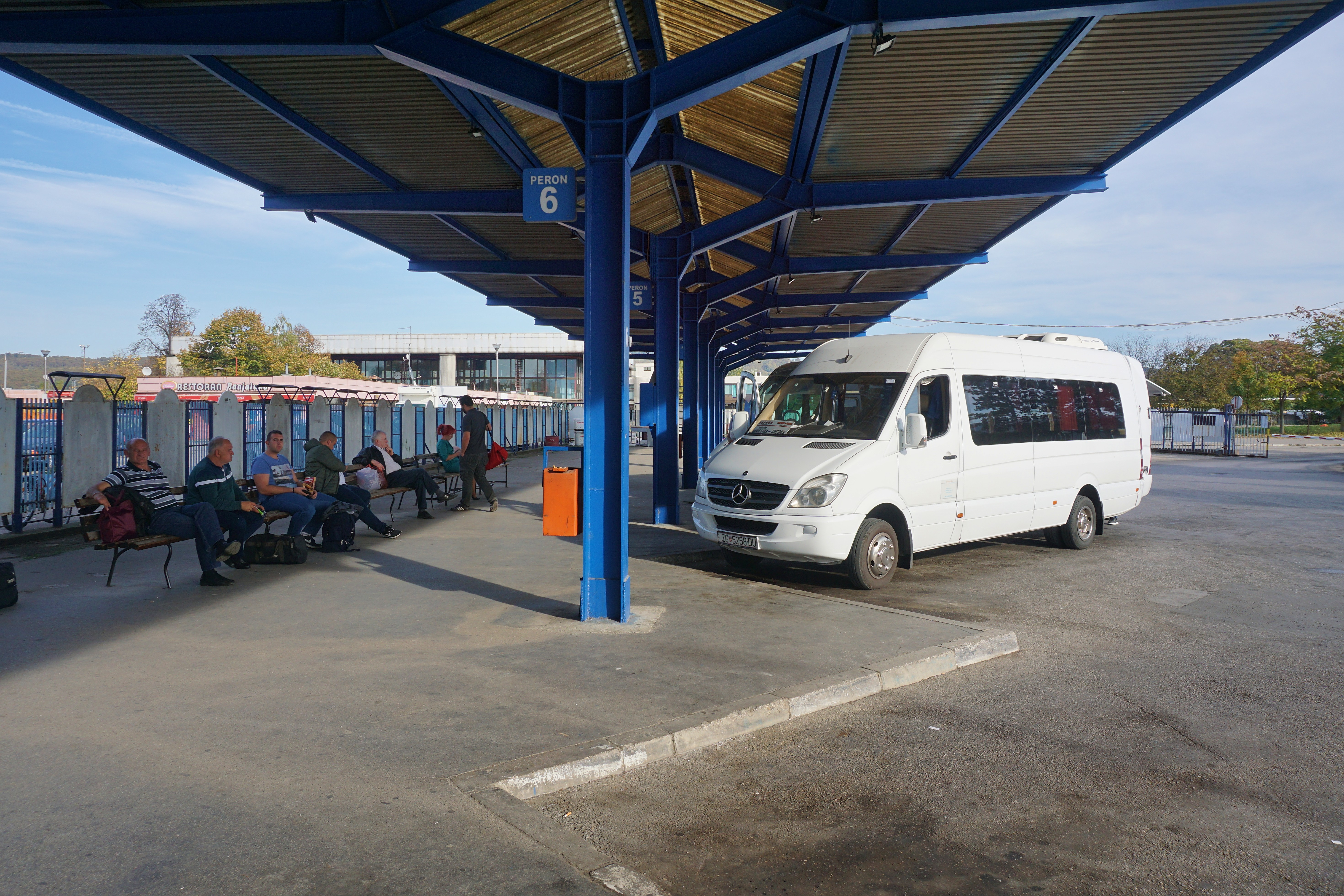
Autobusové nádraží

### Silniční doprava
Hlavní dopravní napojení města se zbytkem Bosny a Hercegoviny i se zahraničím je realizováno prostřednictvím dopravy silniční. Přes město prochází silnice M4 (do Doboje a Nového Gradu, M16 (do Jajce) a další regionální komunikace. Na území města se nachází celkem 484 km silničních komunikací. Od roku 2011 byla zbudovaná i dálnice k hranici s Chorvatskem jejíž součástí je i mimoúrovňová křižovatka Mahovljani (srbsky Mahovljanska petlja), na níž se napojuje dálnice směrem k městu Doboj. V roce 2021 byla zahájena výstavba dálnice směrem do města Prijedor.
V roce 2023 bylo ve městě Banja Luka registrováno 86 000 silničních vozidel.

### Železniční doprava
Město má rovněž i železniční napojení prostřednictvím tratí Banja Luka–Novi Grad a Doboj–Banja Luka. Význam železnice je především pro nákladní dopravu, spíše než osobní, nicméně osobní vlaky jsou z města Banja Luka vypravovány.

### Letecká doprava
V roce 1985 bylo na území obce Mahovljani severně od Banja Luky otevřeno mezinárodní letiště Banja Luka. Od roku 1997 slouží pro civilní dopravu, chybí mu nicméně terminál pro dopravu nákladní. V roce 2023 místní letiště odbavilo měsíčně téměř padesát tisíc cestujících. Stalo se totiž destinací pro nízkonákladové aerolinie.

### Městská doprava
Městskou dopravu v Banja Luce zajišťují autobusy. V roce 2009 se diskutovalo o možnosti výstavby sítě trolejbusové dopravy.

## Sport

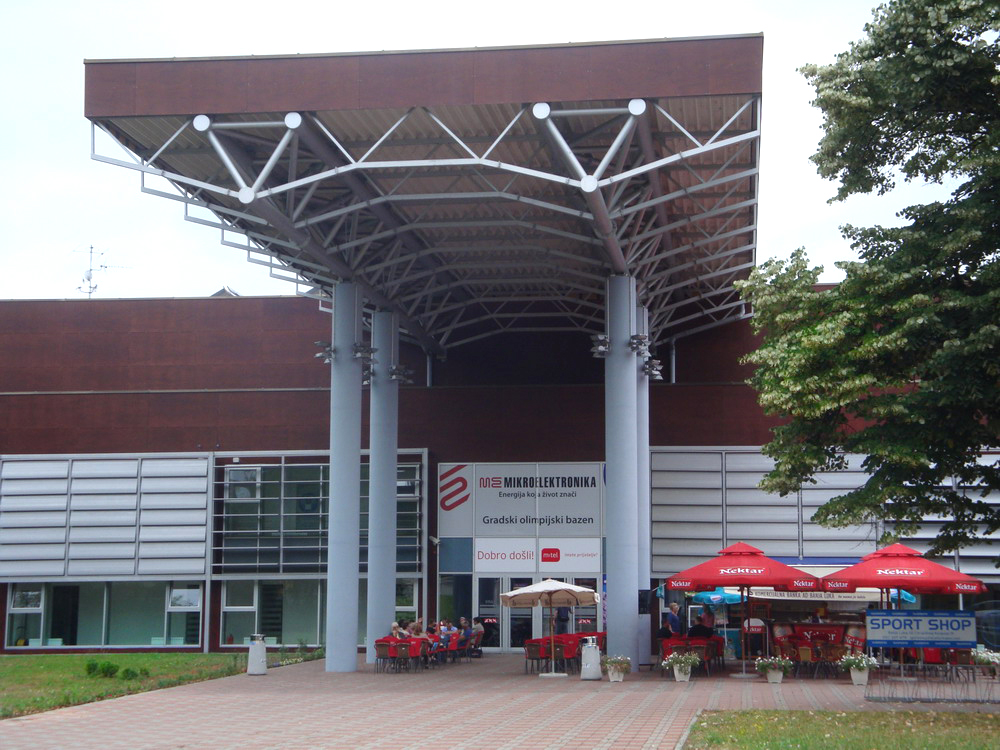
Plavecký bazén v Banja Luce

V současné době působí v Banja Luce více přes 100 sportovních organizací, svazů, sportovně-rekreačních družstev i spolků. Zastoupeno je celkem 22 sportů. Profesionální sport se v Banja Luce rozvíjel od počátku 20. století, kdy vznikly první fotbalové týmy (FC Makabi, Borac, Krajišnjik a další). Již v období existence meziválečné Jugoslávie se např. v roce 1931 proslavili místní šachisté, kteří uspěli v celostátním mistrovství.
Na území města se nachází 69 sportovních objektů. Nejznámějším z nich je Městský stadion FK Borac, sportovní centrum Borik a Obilićevo.
Ze všech sportovců, kteří působí v Banja Luce, či z ní pocházejí, jsou nejznámější házenkáři. Banjalucký házenkářský tým RK Borac získal dokonce jednou i titul šampionů Evropy. Úspěšní jsou rovněž i banjalučtí boxeři, střelci, šachisté, fotbalisté, cyklisté, kajakáři a další sportovci. Celkem sportovci z Banja Luky získali na Olympijských hrách ať už jako reprezentanti Jugoslávie, či Bosny a Hercegoviny celkem 12 medailí (z toho 8 zlatých). Na mistrovstvích světa získali celkem 15 medailí, 6 medailí z evropských mistrovství, 11 ze středomořských her, 4 z univerziád a 39 z různých balkánských sportovních soutěží.

## Osobnosti
Z Banja Luky pocházely tyto osobnosti, které se proslavily v regionu, v bývalé Jugoslávii, Bosně a Hercegovině nebo Republice srbské:
- Mustafa Nadarević, herec
- Ismet Bekrić, básník
- Marijan Beneš, boxer
- Alojz Ćurić, malíř
- Rudi Čajavec, pilot partyzánské armády
- Muhamed Filipović, spisovatel a politik
- Slađana Golić, basketbalistka
- Irfan Horozović (* 1947), spisovatel
- Anton Ante Josipović, boxer
- Ivan Franjo Jukić, katolický duchovní
- Petar Kočić[39] (1877–1916), básník
- Nikola Koljević, univerzitní profesor
- Franjo Komarica (* 1946), katolický biskup
- Viktor Kupljenik, letecký pilot
- Ivan Ljubičić[40] (* 1979), tenista
- Vaso Pelagić (1838–1899), socialista
- Aleksandar Ravlić, novinář
- Dragan Šajnović, hudební pedagog
- Maja Tatić, zpěvačka
- Veselin Masleša, partyzánský bojovník

## Partnerská města
- Novi Sad, Srbsko, od roku 2006
- Sremska Mitrovica, Srbsko
- Patra, Řecko, od roku 1995
- Moskva, Rusko, od roku 2003
- Kaiserslautern, Německo, od roku 2003
- Lvov, Ukrajina
- Kranj, Slovinsko, od roku 1965
- Campobasso, Itálie
- Bari, Itálie
- Bitonto, Itálie
- Modi'in Ilit, Izrael, od roku 2010
- Štýrský Hradec, Rakousko
- Västerås, Švédsko, od roku 1969
- Zemun, Srbsko
- Focșani, Rumunsko, od roku 2012